# Serie A 1968 (pallanuoto maschile)
La Serie A 1968 fu la 49ª edizione della massima divisione del campionato italiano di pallanuoto maschile. Il torneo fu vinto dalla Pro Recco, al nono titolo nazionale, che concluse senza sconfitte per il quarto anno di fila.

## Classifica Finale
|  |     | Classifica 1968   | Pt | G  | V  | N | P  | GF  | GS  |
|  | --- | ----------------- | -- | -- | -- | - | -- | --- | --- |
|  | 1.  | Pro Recco         | 34 | 18 | 16 | 2 | 0  | 125 | 47  |
|  | 2.  | Nervi             | 30 | 18 | 14 | 2 | 2  | 137 | 72  |
|  | 3.  | Napoli            | 18 | 18 | 8  | 2 | 8  | 131 | 126 |
|  | 4.  | Lazio             | 18 | 18 | 7  | 4 | 7  | 82  | 85  |
|  | 5.  | Canottieri Napoli | 17 | 18 | 7  | 3 | 8  | 82  | 84  |
|  | 6.  | Florentia         | 15 | 18 | 6  | 3 | 9  | 76  | 100 |
|  | 7.  | Sori              | 13 | 18 | 6  | 1 | 11 | 87  | 102 |
|  | 8.  | Civitavecchia     | 12 | 18 | 5  | 2 | 11 | 85  | 102 |
|  | 9.  | Camogli           | 12 | 18 | 5  | 2 | 11 | 67  | 94  |
|  | 10. | Mameli            | 11 | 18 | 5  | 1 | 12 | 87  | 148 |

## Verdetti
- Pro Recco: Campione d'Italia
- Mameli retrocesso in Serie B